# Triston Casas
Triston Casas (Pembroke Pines, Florida, 15 de enero de 2000) es un primera base estadounidense de origen cubano de béisbol profesional que juega en las grande ligas (MLB) para los Boston Red Sox.

## Carrera profesional

### Carrera amateur
Casas jugó béisbol en la escuela secundaria en la American Heritage School en Plantation, Florida, donde jugó en ambas posiciones de esquina del cuadro. En dos temporadas universitarias en American Heritage, Casas tuvo un promedio de bateo de (.414) con 11 jonrones y 53 carreras impulsadas en 53 juegos jugados. Se graduó de la escuela secundaria un año antes de ser elegible para la Liga Mayor de Béisbol (MLB) proyecto. Jugó en el Under Armour All-America Baseball Game en 2016 y 2017. Los Medias Rojas de Boston eligieron a Casas en la primera ronda, con la selección general número 26, del draft de la MLB 2018.

### Carrera profesional
El 10 de junio de 2018, se informó que Casas acordó los términos con los Medias Rojas y recibiría un bono de $ 2,552,800, una vez firmado. Firmó con los Medias Rojas el 14 de junio, y fue asignado al equipo de la Liga de Novatos de Boston , los Medias Rojas de la Liga de la Costa del Golfo. Jugó su primer partido profesional el 22 de junio, yendo 0 de 3 como bateador designado. En un juego el 25 de junio, Casas se lesionó mientras jugaba en la tercera base; posteriormente se sometió a una cirugía de final de temporada el 29 de junio, para reparar un ligamento colateral cubital desgarrado en el pulgar derecho.
Casas comenzó el 2019 con el Greenville Drive de la Clase A South Atlantic League. A principios de junio, fue nombrado para el Juego de Estrellas de la Liga del Atlántico Sur. A mediados de junio, Casas fue agregado a la lista de los 100 mejores prospectos de Baseball America , en el número 98. A fines de agosto, fue nombrado All-Star de Postemporada de la Liga del Atlántico Sur,  y el reconocimiento de Baseball America como el Jugador del Año de las Ligas Menores de los Red Sox 2019. El 1 de septiembre, Casas fue ascendido a la clase A-Advanced Salem Red Sox. ]A mediados de septiembre, fue nombrado el jugador ofensivo de ligas menores del año de los Medias Rojas. En 122 juegos entre los dos clubes, Casas redujo (.254 / .349 / .476) con 20 jonrones y 81 carreras impulsadas.
Durante 2020, sin temporada de ligas menores debido a la pandemia de COVID-19, los Medias Rojas agregaron a Casas a su grupo de jugadores de reserva el 20 de agosto, para que pudiera participar en los entrenamientos dentro del equipo. Posteriormente fue invitado a participar en la liga de instrucción de otoño de los Medias Rojas. Después de la temporada 2020, Casas fue clasificado por Baseball America como el prospecto número uno de los Medias Rojas. Casas comenzó la temporada 2021 en Doble-A con los Portland Sea Dogs.

### Carrera internacional
Casas jugó en el equipo nacional de béisbol de los Estados Unidos de 18 años, y fue nombrado el Jugador Más Valioso de la Copa Mundial de Béisbol Sub-18 de 2017.
En mayo de 2021, Casas fue incluido en la lista del equipo nacional de béisbol de los Estados Unidos para el Evento Clasificatorio de las Américas. Después de que el equipo se clasificara para el béisbol en los Juegos Olímpicos de Tokio 2020, disputados en Tokio en 2021, fue incluido en la lista de los Juegos Olímpicos el 2 de julio. Durante el torneo (en curso), Casas ha bateado jonrones contra Corea del Sur, Japón y República Dominicana.